# Platyias quadricornis
Platyias quadricornis är en hjuldjursart som först beskrevs av Ehrenberg 1832.  Platyias quadricornis ingår i släktet Platyias och familjen Brachionidae. Arten är reproducerande i Sverige.

## Underarter
Arten delas in i följande underarter:
- P. q. andhraensis
- P. q. quadricornis